# Gut Borghorst

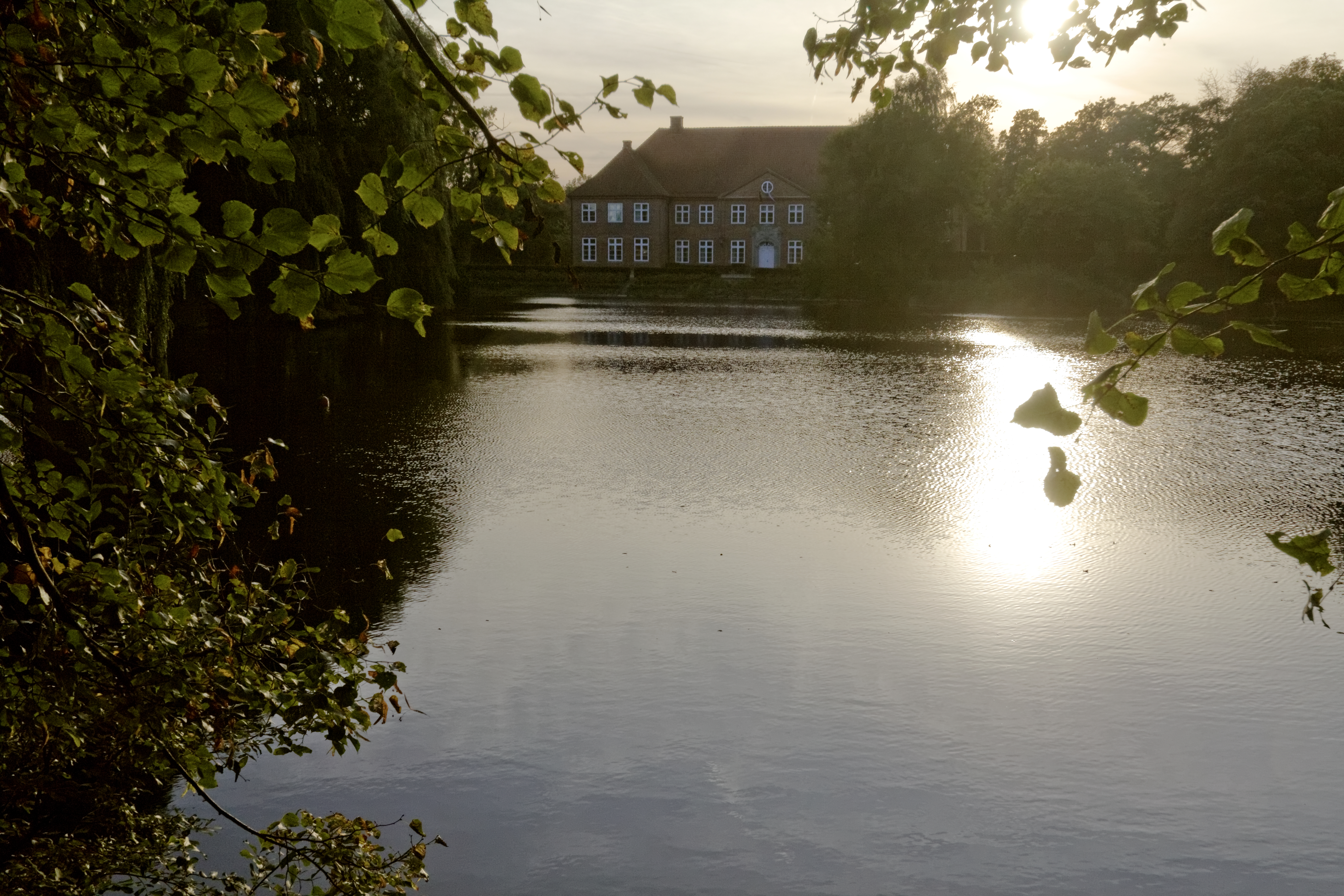
Das Gutshaus

Das Gut Borghorst ist ein Gutshof mit Herrenhaus in der Gemeinde Osdorf im Kreis Rendsburg-Eckernförde in Schleswig-Holstein. Das Gut steht unter Denkmalschutz.

## Geschichte
Das Gut soll 1450 im Besitz der Familie Rantzau gewesen sein. Etwas später wird die Familie Ahlefeld auf Noer als Besitzer genannt. Im Jahre 1489 gibt es einen Hinweis auf Benedict von Ahlefeldt als Besitzer. 1742 erbte Josia von Qualen das Gut, davor waren Familienmitglieder der Rumohrs, Thienen und Blome Besitzer des Gutes. Es ist das Jahr, in dem das heutige Herrenhaus erbaut wurde. Dabei wurden Teile eines Vorgängerbaues verwendet. Mit Josias von Qualen, dem großfürstlichen Geheimrat, erlebte das Gut seine Blütezeit. Von Qualen erwarb das Gut von seinem Schwiegervater Wulf Blome, im Zuge der Heirat mit seiner Tochter Elisabeth.
Obgleich das Herrenhaus bereits 1450 durch v. Rantzaus Umbau mit einer Verteidigungsmotte stattliches Aussehen erhielt, ist es letztlich Josias von Qualen zuzuschreiben, dass Borghorst zu höchstem Ansehen gelangte. Einerseits durch die Ausdehnung der landwirtschaftlichen Flächen auf nahezu 2000 ha. Andererseits durch den Einzug der Aufklärung, Beispiele: Führung und Verwaltung des landwirtschaftlichen Betriebs (Abbildung des Leistungsprozesses in Konten), das Sozialwesen (Abschaffung der Leibeigenschaft) und die Politik. 
Ab 1740 lebte vier Jahre lang der junge Johann Bernhard Basedow auf dem Gut um den Sohn des Gutsherren zu erziehen. Diese Erfahrungen nutze Basedow zur Erlangung der Magisterwürde. 
Bis ins Jahr 1803 gehörten zum Gut die Meierhöfe Augustenhof und Hütten, das heutige Gut Borghorstenhütten. 1963 wurde die Anlage mit den Wirtschaftsgebäuden des Gutes Borghorsthütten bei einem Sturm in wesentlichen Teilen zerstört.

## Das Herrenhaus
Das Herrenhaus wurde 1742 erbaut. Es ist ein zweigeschossiges Haus mit dreizehn Achsen und einem Walmdach. Zur Hofseite befinden sich zwei kurze Seitenflügel, die Dächer sind niedriger als das Dach des Hauptflügels. An den beiden Längsseiten bilden die drei mittleren Achsen jeweils einen Risalit mit einem Dreiecksgiebel. Das Portal aus Sandstein ragt aus dem Backstein hervor. Die korbbogige Tür des Portals ist von Pfeilerstücken flankiert, die mit flachem Régencebandelwerk zart dekoriert sind. Zwei weitere seitliche, über Eck gestellte Pilaster mit volutenförmig eingerolltem Basis- und Kapitelstück reichen über die Tür hinaus und rahmen die ausladende Bekrönung mit der Wappenkartusche. 

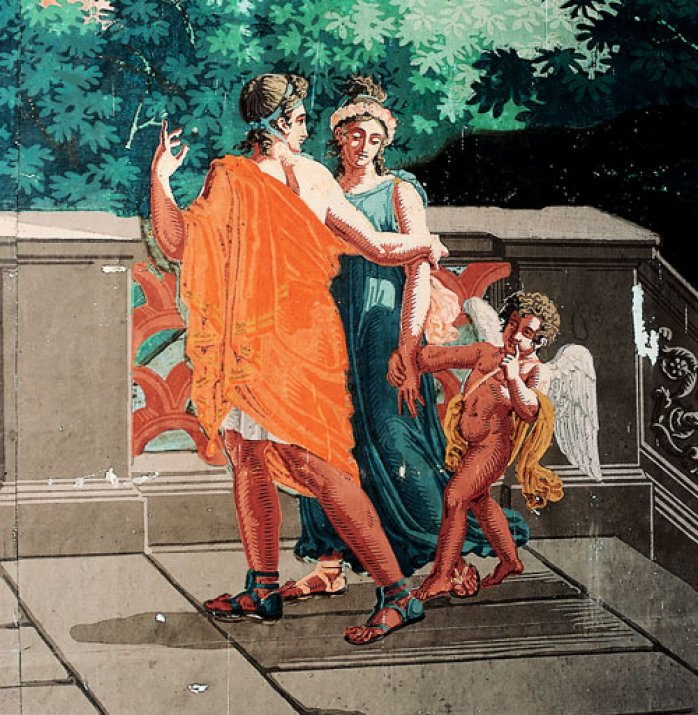
Ausschnitt Bildertapete Gartensaal

Die Kartusche im knorpeligen symmetrischen Rocaillerahmen enthält die gekrönten Wappen. Links das Wappen des Josias von Qualen (Eberkopf), rechts das seiner Frau Elisabeth geb. Blome (springender Hund). Den Schlussstein der Tür bildet ein lächelnder Faunkopf, im Rocaille über und unter der Kartusche lustig verzerrte Masken. Auf dem Eckpilaster stehen bekrönende Vasen. 
Im Inneren befindet sich hinter einer Diele der Gartensaal. Die Ausstattung des Gartensaals stammt aus der Bauzeit von 1742. Zur Ausstattung gehört eine Ofenecke (Meißen) mit Stuck und eine Stuckdecke. Die Tapeten an drei Seiten des Gartensaals wurden 1825 in Paris in der Manufaktur Dufour und Leroy erstellt. Dargestellt sind sieben Szenen aus dem Roman Les aventures de Télémaque von Fénélon aus dem Jahr 1699. Das Herrenhaus, in dem Papiertapeten der Firma Dufour & Leroy noch an Ort und Stelle zu sehen sind, zählt zu den Förderprojekten der Deutschen Stiftung Denkmalschutz. Die Papiertapeten haben die Zeiten erstaunlich gut überstanden und sind nahezu vollständig erhalten.

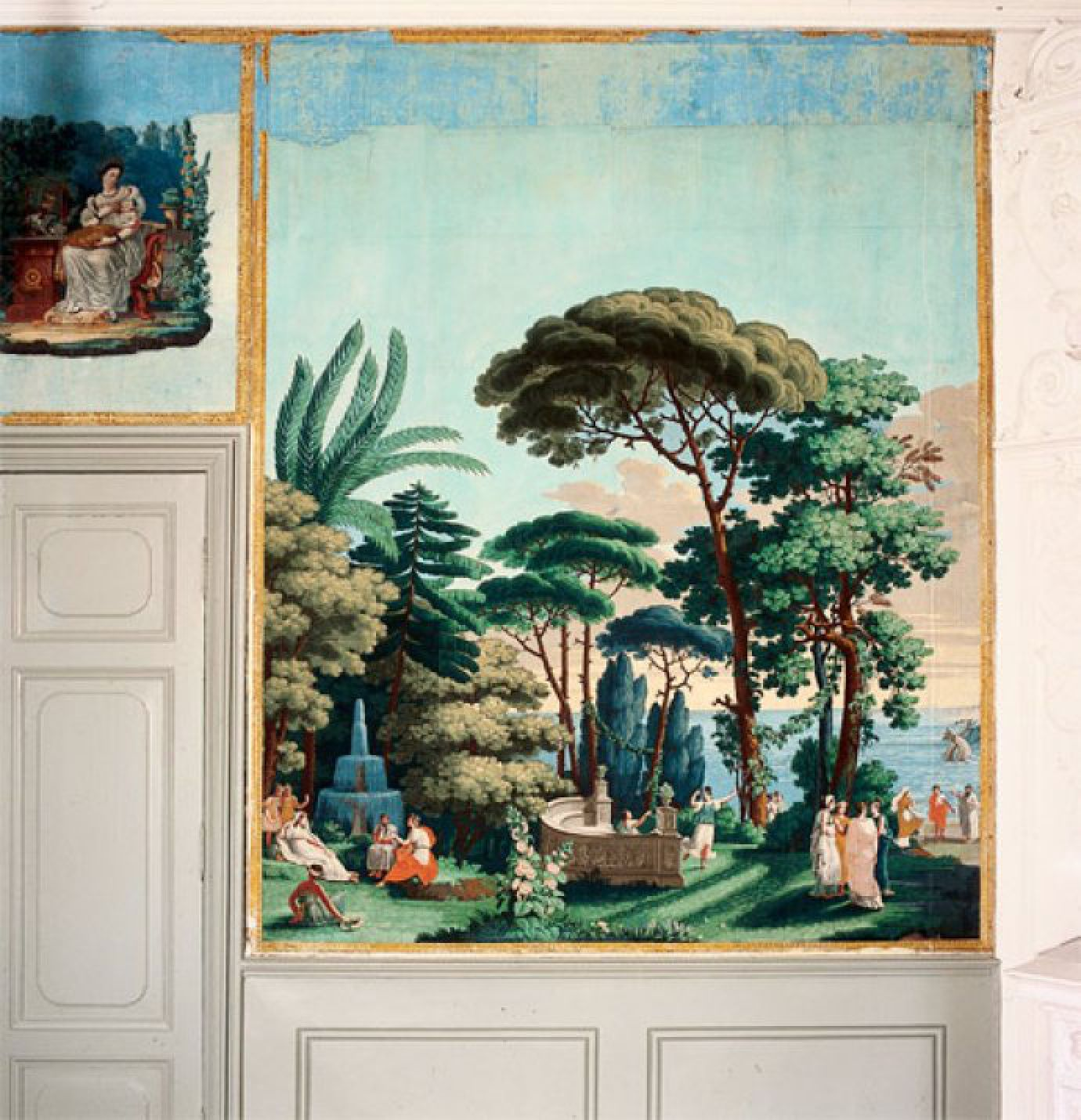
Teilstück der Bildertapete Gartensaal

Diese Tapeten zeigen die beliebtesten Themen der Pariser Manufaktur. Im Herrenhaus Borghorst ziert die Bildtapete „Die Reise des Telemach auf die Insel der Göttin Calypso“ von 1825 den Festsaal zum Garten. An den Gartensaal schließt sich ein Grünes Zimmer an, welches mit goldverzierten Paneelen sowie aufwendigem Stuck ausgestattet ist.
In Zusammenarbeit mit dem Amt Dänischer Wohld werden standesamtliche Trauungen angeboten. Der Gartensaal gibt der Trauungszeremonie einen feierlichen und fröhlichen Rahmen zugleich. 
Der Nordflügel ist anderes gegliedert. Möglicherweise befand sich hier eine Wasserburg aus dem Mittelalter. Ob ältere Teile des Nordflügels zu dieser Wasserburg gehörten, ist ungeklärt.

## Wirtschaftshof und Park
Am Wirtschaftshof befindet sich nur noch ein Teil der Bebauung. So sind von der ehemaligen Kornscheune nur 75 Prozent erhalten geblieben. Diese Scheune wurde Ende des 17. Jahrhunderts erbaut. An der Hofeinfahrt befinden sich zwei Gebäude, ein Haus war bereits 1815 ein Pächterhaus. Es ist ein Fachwerkbau, während das gegenüberliegende Gebäude ein Neubau ist. Zum Wirtschaftshof gehört heute noch ein Bauhof, dieser wird als Pferdestall genutzt.
Der ehemalige barocke Park hinter dem Herrenhaus ist nur zum kleinen Teil erhalten. Im Jahre 1994 wurde er saniert.

## Heutige Nutzung
Im Herrenhaus befinden sich heute ein Hotel mit Veranstaltungsräumen und ein Dressurstall.